# Opistharsostethus humilis
Opistharsostethus humilis is een halfvleugelig insect uit de familie schuimcicaden (Cercopidae). De wetenschappelijke naam van deze soort is voor het eerst geldig gepubliceerd in 1923 door Lallemand.